# W. C. Fields
W.C. Fields, pseudonimo di William Claude Dukenfield (Filadelfia, 29 gennaio 1880 – Pasadena, 25 dicembre 1946), è stato un comico e attore statunitense, attivo dapprima in teatro e poi nel cinema dove ha interpretato un iconico personaggio misogino, dal naso sempre rosso, alcolizzato e sboccato, pronto a sparlare del Natale, dei bambini, delle vecchiette, e di qualsiasi ipocrita convenzione sociale.

## Biografia
Di famiglia poverissima, scappò di casa dopo una lite con il padre e si mantenne imparando a fare il giocoliere. Mentre maneggiava le carte cominciò a intrattenere il pubblico con battute divertenti facendosi presto un nome come comico. Nel 1894 lavorò per un breve periodo in un teatro all'aperto a Plymouth Park, Norristown, e nel 1898 debuttò a New York, al London Theatre sulla Bowery, non solo come giocoliere ma anche come comico. Conquistò così progressivamente il successo: nel 1900 partì per l'Europa ottenendo un buon riscontro in Inghilterra, Francia, Germania e Spagna.
Tornato in America, diventò famoso nel circuito del vaudeville e del musical; nel 1908 venne richiamato in Francia per esibirsi alle Folies Bergère in un programma nel quale era presente anche Maurice Chevalier. Il suo successo crebbe con le sue partecipazioni, dal 1914 al 1921, alle Ziegfeld Follies e alla rivista Poppy, che nel 1923 sbancò i botteghini dei teatri di Broadway
Verso la fine degli anni venti W.C. Fields debuttò nel cinema. Nel 1925 venne perfino diretto dal celeberrimo David Wark Griffith in due film, ma il bizzarro estro comico di Fields mal si adattava con il geniale professionismo di Griffith. Solo nel decennio successivo, con l'avvento del sonoro, la sua comicità, soprattutto verbale, sarebbe messa in risalto. La sua pronuncia nasale e strascicata dava maggior colore al suo personaggio di tracagnotto beone, scostante e cinico.
Il suo ruolo cinematografico più celebre è quello del signor Micawber nel film David Copperfield (1935) di George Cukor, tratto dall'omonimo romanzo di Dickens. Successivamente avrebbe fornito prove cinematografiche in numerose commedie di successo come Compagni d'allegria (1934), Mia bella pollastrella (1940), accanto a Mae West, e Un comodo posto in banca (1940), in cui impersona un'imbranata guardia di banca coinvolta in una rapina, che per sbaglio diventa un eroe.
Fu membro della Massoneria.
Morì all'età di sessantasei anni, nel giorno di Natale del 1946 e venne sepolto presso il Forest Lawn Memorial Park di Los Angeles, California.

## Filmografia
- Zingaresca (Sally of the Sawdust), regia di David Wark Griffith (1925)
- L'uragano (That Royle Girl), regia di David Wark Griffith (1925)
- It's the Old Army Game, regia di A. Edward Sutherland (1926)
- So's Your Old Man, regia di Gregory La Cava (1926)
- Her Majesty, Love, regia di William Dieterle (1931)
- Se avessi un milione (If I Had a Million), regia di James Cruze, H. Bruce Humberstone (1932)
- The Dentist, regia di Leslie Pearce - cortometraggio (1932)
- The Fatal Glass of Beer, regia di Clyde Bruckman - cortometraggio (1933)
- The Pharmacist, regia di Arthur Ripley - cortometraggio (1933)
- The Barber Shop, regia di Arthur Ripley - cortometraggio (1933)
- International House, regia di A. Edward Sutherland (1933)
- Alice nel Paese delle Meraviglie (Alice in Wonderland), regia di Norman Z. McLeod (1933)
- I sei mattacchioni (Six of a Kind), regia di Leo McCarey (1934)
- Compagni d'allegria (The Old Fashioned Way), regia di William Beaudine (1934)
- Che bel regalo (It's a Gift), regia di Norman Z. McLeod (1934)
- Mississippi, regia di A. Edward Sutherland e, non accreditato, Wesley Ruggles (1935)
- Davide Copperfield (The Personal History, Adventures, Experience, & Observation of David Copperfield the Younger), regia di George Cukor (1935)
- Poppy, regia di A. Edward Sutherland (1936)
- You Can't Cheat an Honest Man, regia di George Marshall (1939)
- Mia bella pollastrella (My Little Chickadee), regia di Edward F. Cline (1940)
- Un comodo posto in banca (The Bank Dick), regia di Edward F. Cline (1940)
- Never Give a Sucker an Even Break, regia di Edward F. Cline (1941)
- Destino (Tales of Manhattan), regia di Julien Duvivier (1942)
- La nave della morte (Follow the Boys), regia di A. Edward Sutherland (1944)
- Sfolgorio di stelle (Sensations of 1945), regia di Andrew L. Stone (1944)

## Doppiatori italiani
- Amilcare Pettinelli in Se avessi un milione
- Manlio Guardabassi in Un comodo posto in banca (doppiaggio tardivo)

## Spettacoli teatrali (parziale)
- Ziegfeld Follies of 1915, prodotto da Florenz Ziegfeld, Jr. (Broadway, 21 giugno 1915)
- Ziegfeld Follies of 1917, regia di Ned Wayburn (New Amsterdam Theatre, 12 giugno 1917)
- Ziegfeld Follies of 1920